# Liebherr T 282C
Liebherr T 282C – ogromna wywrotka produkowana przez szwajcarską firmę Liebherr, w zakładach w Stanach Zjednoczonych. Jest bezpośrednim następcą modelu T 282B z 2004 roku. Przez pewien czas był największym samochodem na świecie.

## Dane techniczne
- Masa: 237 ton
- Masa dopuszczalna całkowita: 600 ton
- Ładowność: 363 ton
- Długość: 15,69 m
- Szerokość: 9,679 m
- Wysokość: 8,294 m
- Wysokość załadunkowa: 7,425 m
- Silniki Diesla:
  - DDM/MTU
    - 20-cylindrowy o pojemności 90 l. i mocy 3755 KM (2800 kW),

  - Cummins
    - 18-cylindrowy o pojemności 78 l. i mocy 3500 KM (2610 kW)
- Silniki elektryczne: dwa silniki prądu zmiennego produkcji własnej o mocy 6000 KM (4474 kW)
- Alternator o mocy 4023 KM (3000 kW)
- Maksymalna prędkość: 64,4 km/h

Zastosowano identyczne rozwiązanie napędu, jak w poprzedniku. Maszyna ma spalinowo-elektryczny, w którym wysokoprężny silnik spalinowy (jeden z czterech do wyboru) napędza generator prądu (alternator), zasilający dwa silniki elektryczne umieszczone w piastach tylnych kół (bliźniaczych).